# Will Corrie
Will Corrie foi um ator britânico da era do cinema mudo.

## Filmografia selecionada
- Hard Times (1915)
- The Laughing Cavalier (1917)
- The Manxman (1917)
- Tom Jones (1917)
- Dombey and Son (1917)
- The Romance of Lady Hamilton (1919)
- Dombey and Son (1917)
- The March Hare (1919)
- The Breed of the Treshams (1920)
- A Bachelor Husband (1920)
- The Amateur Gentleman (1920)
- The Headmaster (1921)
- Cherry Ripe (1921)